# Zichy Aladár
Gróf zicsi és vázsonykői Zichy Aladár (Nagyláng, 1864. szeptember 4. – Budapest, 1937. november 16.) legitimista politikus, miniszter, a Katolikus Néppárt vezére, Zichy Nándor fia.

## Családja és származása
Az ősrégi magyar főnemesi gróf zicsi és vázsonykői Zichy család sarja. Apja, gróf Zichy Nándor (1829–1911), anyja gróf Zichy Livia (1840–1913) volt. Apai nagyszülei gróf Zichy György (1805–1879) és gróf erdődi Pálffy Lujza (1804–1866) voltak. Anyai nagyszülei gróf Zichy Edmund (1811–1894), császári és király kamarás és herceg Odescalchi Paolina (1810–1866) voltak. Zichy Aladár gróf első fokú unokatestvére apai oldalon, gróf Zichy János (1868–1944) jogász, császári és királyi kamarás, valódi belső titkos tanácsos, nagybirtokos, a Magyar Királyság kultuszminisztere volt.

## Élete
Zichy Aladár tagja volt a gróf Károlyi Sándor vezette agrárius csoportnak. 1893-tól főrendiházi tag; két ízben a főrendiház jegyzője. 1896 és 1918 között öt választási cikluson át a Katolikus Néppárt programjával országgyűlési képviselő volt. 1903-ban megválasztották pártja elnökének, mely tisztséget a néppárt megszűnéséig (1918) ellátta. Az 1905–1906-os magyarországi belpolitikai válság kezdetén pártjával csatlakozott a szövetkezett ellenzékhez, ahol pártelnöki pozíciójánál fogva a vezérlő bizottság tagja lett.
1906. április 8-tól 1910. január 17-ig  a második Wekerle-kormányban illetve 1917. augusztus 18-tól 1918. október 23-ig a harmadik Wekerle-kormányban a királyi személye körüli, valamint 1917. június 15-től augusztus 18-ig horvát-szlavón-dalmát tárca nélküli miniszter volt. Részt vett a nagybirtokosok csoportja által megindított és a nagygazdák által támogatott szövetkezeti mozgalom irányításában. Ő alapította a Dunántúli Keresztény Fogyasztási Szövetkezeti Központot, amely két évtizedes működése után egyesült a Hangya Termelő-, Értékesítő- és Fogyasztási Szövetkezettel. Tevékenyen részt vett a magyarországi Tanácsköztársaság elleni szegedi ellenforradalmi mozgalomban. 1919. augusztus 4-től a szegedi Magyar Nemzeti Bizottság elnöke volt.
Zichy volt az elnöke 1925 és 1934 között a Hangya Szövetkezetnek. 1927-től az újjáalakított felsőházban ismét tag, a legitimisták egyik vezetője volt. 1925-től  a Szent István Társulat elnöki tisztét töltötte be.